# Stazione di Crevalcore
Stazione di Crevalcore vasútállomás Olaszországban, Crevalcore településen.

## Vasútvonalak
Az állomást az alábbi vasútvonalak érintik:
- Verona–Bologna-vasútvonal
- Ferrara-Modena-vasútvonal

## Kapcsolódó állomások
A vasútállomáshoz az alábbi állomások vannak a legközelebb:
- Bolognina train station (Verona–Bologna-vasútvonal)
- Crocetta railway stop (Verona–Bologna-vasútvonal)
- Decima railway station (Ferrara-Modena-vasútvonal)
- Ravarino railway station (Ferrara-Modena-vasútvonal)